# Castelec Internacional
Castelec Internacional, S.A. de C.V. es una empresa mexicana dedicada al desarrollo de software administrativo, contable y de recursos humanos. Fue fundada en 1991 y tiene su sede en Monterrey, Nuevo León, México. Su producto más conocido es ALPHA ERP®, un sistema de planificación de recursos empresariales (ERP) con módulos que abarcan áreas como contabilidad, facturación, nómina, inventarios y ventas.

## Historia
Castelec Internacional fue fundada en 1991 e inició operaciones ensamblando sistemas de cómputo. Posteriormente, desarrolló software de administración utilizado en distintos sectores para la gestión de procesos administrativos.
Con el tiempo, la empresa lanzó ALPHA ERP®, anteriormente denominado SAI ERP. Actualmente, cuenta con operaciones en distintas ciudades de México.

## Producto
ALPHA ERP® es un sistema administrativo, contable y de recursos humanos que integra módulos para la gestión empresarial. Su estructura modular permite la instalación de componentes de forma independiente. Está disponible en modalidad local y en la nube.

## Cobertura y clientes
La empresa tiene presencia en ciudades como Monterrey, Ciudad de México y Guadalajara. Sus productos se utilizan en sectores como manufactura, comercio y servicios.